# Catocala alticola
Catocala alticola är en fjärilsart som beskrevs av Clayton Dissinger Mell 1942. Catocala alticola ingår i släktet Catocala och familjen nattflyn. Inga underarter finns listade i Catalogue of Life.